# Tarek Yehia
Tarek Yahia Fu'ad Abdelazim (ar. طارق•يحيي فؤاد عبد العظيم; ur. 18 maja 1987 w Al-Minja) – egipski sztangista, brązowy medalista igrzysk olimpijskich i mistrzostw świata.
W 2012 roku wystartował na igrzyskach olimpijskich w Londynie, gdzie wywalczył brązowy medal. Pierwotnie zajął czwarte miejsce, jednak w październiku 2016 roku za doping zdyskwalifikowany został Rosjanin Apti Auchadow, z brązowy medal został przyznany reprezentantowi Egiptu. Dwa lata wcześniej wywalczył brązowy medal na mistrzostwach świata w Antalyi. Brał też udział w igrzyskach olimpijskich w Pekinie w 2008 roku, gdzie rywalizację w wadze lekkiej zakończył na dziewiątej pozycji.